# نورت دیکیتر (جورجیا)
نورت دیکیتر (به انگلیسی: North Decatur) یک منطقهٔ مسکونی در ایالات متحده آمریکا است که در شهرستان دیکلب، جورجیا واقع شده‌است. نورت دیکیتر ۱۲٫۹ کیلومتر مربع مساحت و ۱۶٬۶۹۸ نفر جمعیت دارد و ۳۰۳ متر بالاتر از سطح دریا واقع شده‌است.